# Barkeria dorotheae
Barkeria dorotheae là một loài thực vật có hoa trong họ Lan. Loài này được Halb. mô tả khoa học đầu tiên năm 1976.

## Hình ảnh

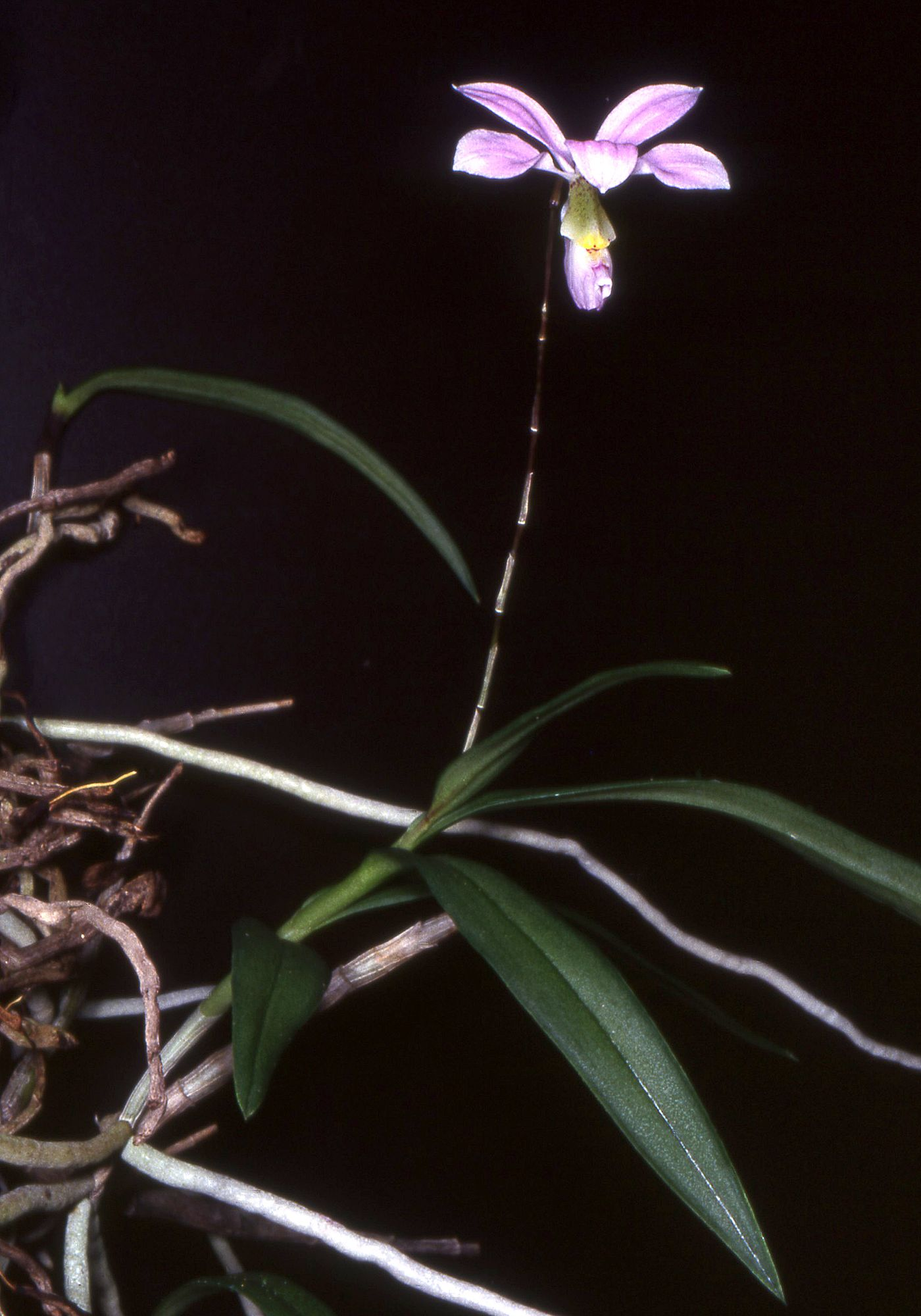
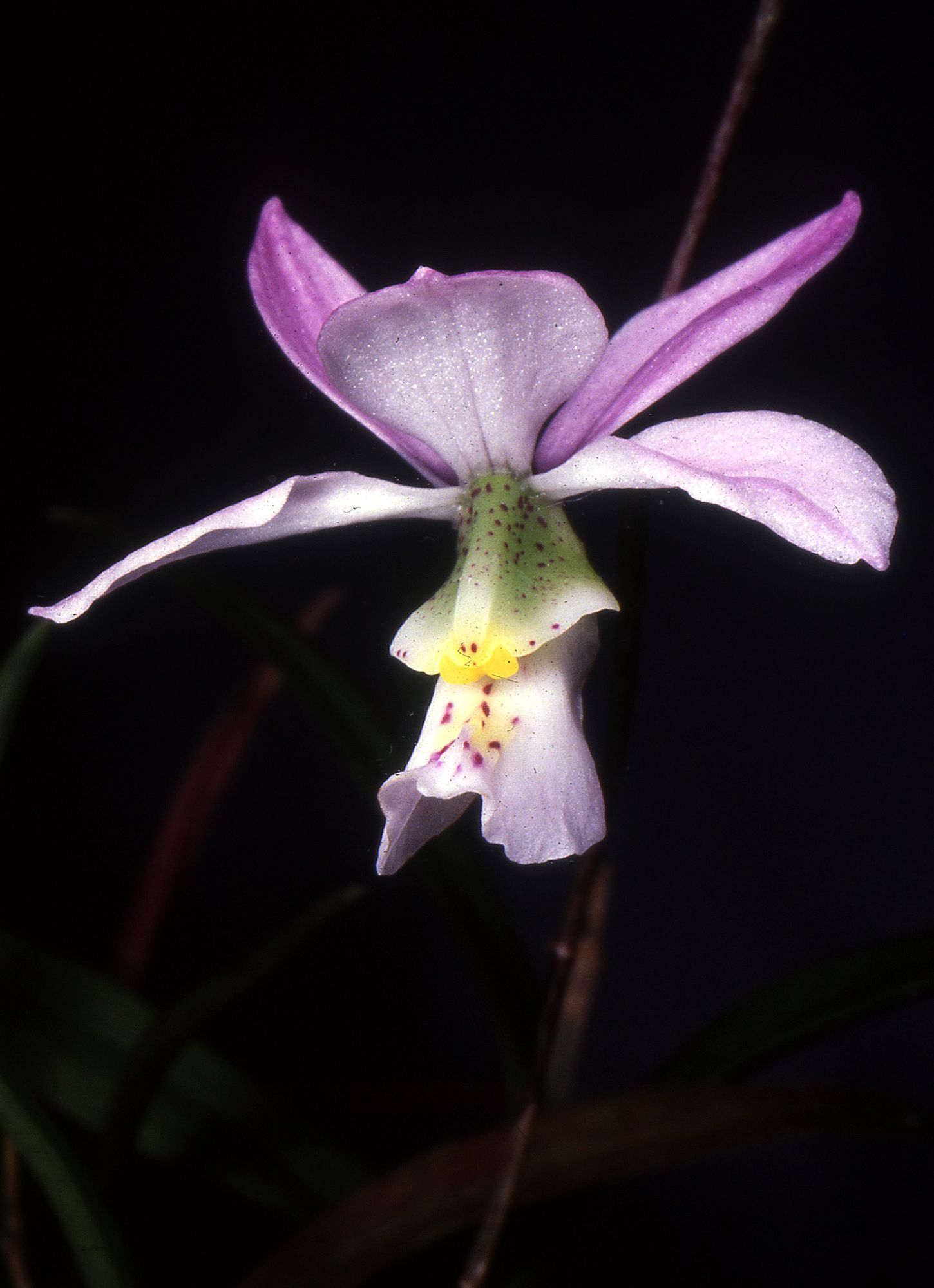
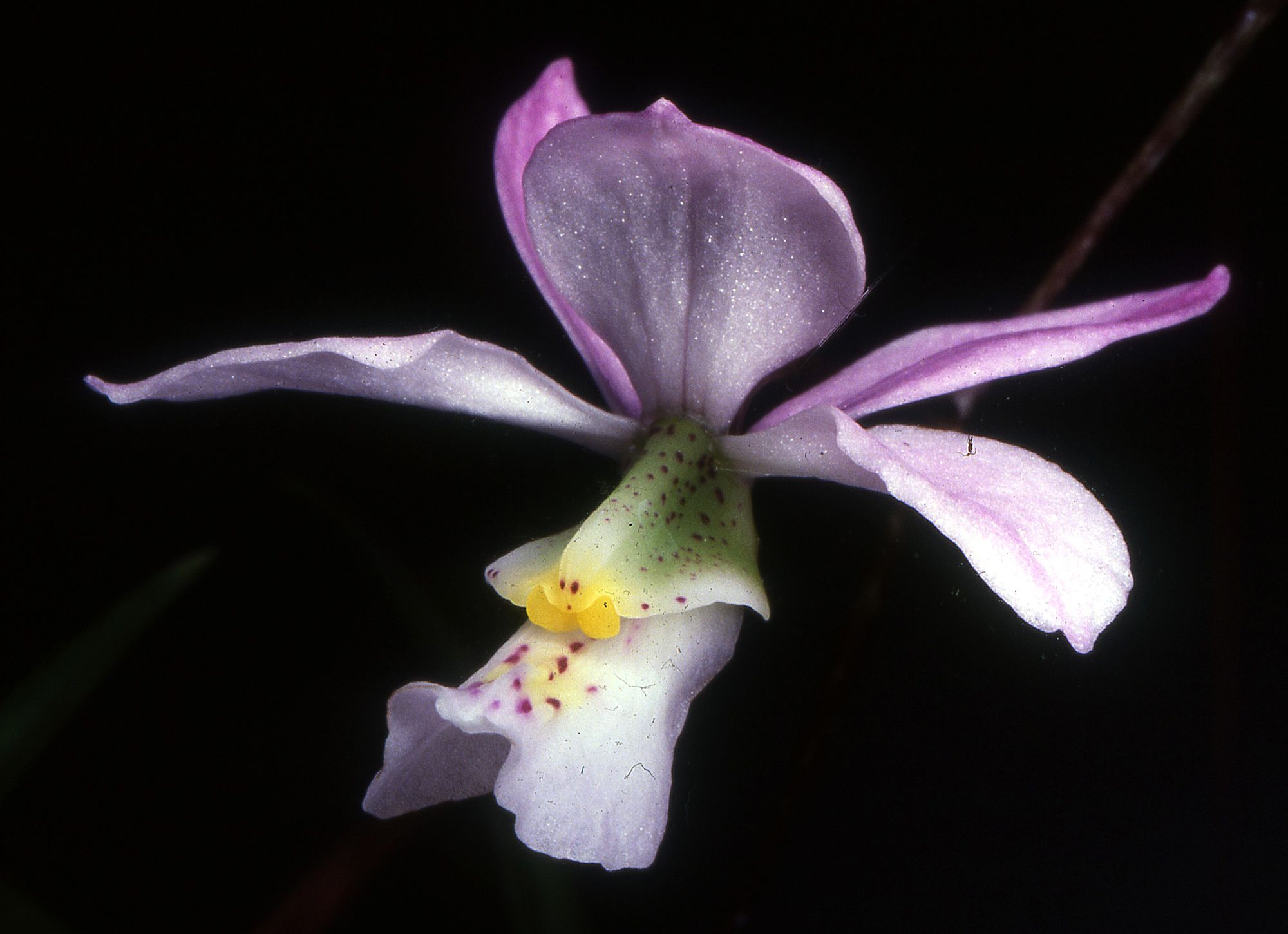
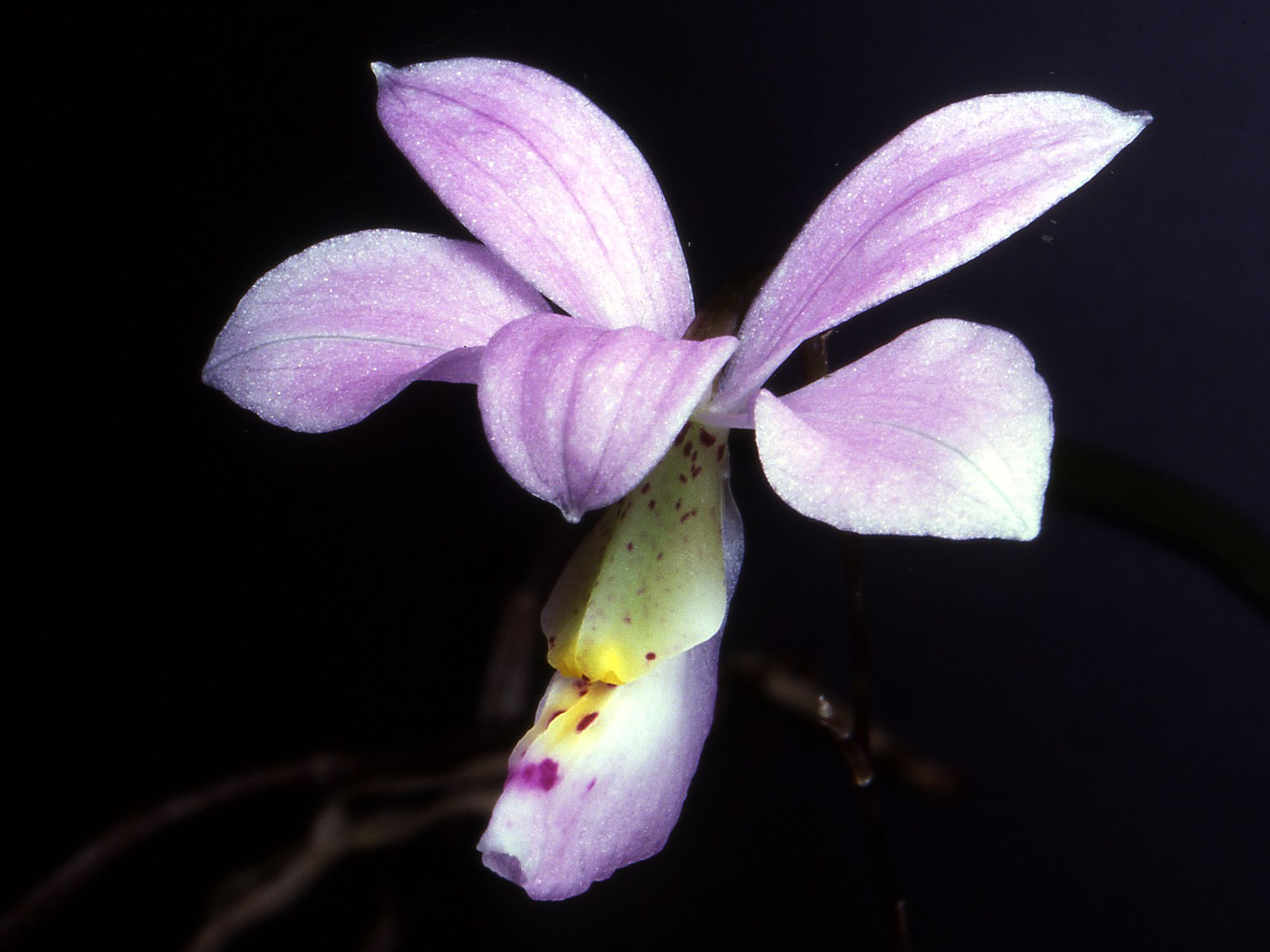